# Chichen Itza
Chichen Itza er en ruinby på den nordlige del af Yucatán-halvøen i det sydøstlige Mexico. Ruinerne har spor af to forskellige kulturepoker, en maya- og en itzá-epoke. Byen var fremtrædende allerede i klassisk mayatid, omkring 600-900 e.Kr. I 900-tallet blev den invaderet af itzáfolket.
Chichen Itzas storhedstid ophørte omkring år 1400. Ruinerne blev fundet i junglen i 1800-tallet, og siden er flere templer blevet restaureret.

Chichén Itzá blev optaget på UNESCOs Verdensarvsliste i 1988. I 2007 blev Chichen Itzas El Castillo udnævnt til et af Verdens syv nye vidundere efter en verdensomspændende afstemning. På trods af at afstemningen blev sponseret af en kommerciel virksomhed, og fremgangsmåden blev kritiseret, blev afstemningen støttet af Mexicos regering og turismeembedsmænd, som forventede at antallet af besøgende i 2012 ville være fordoblet som følge af opmærksomheden.